# Scarabaeus alienus
Scarabaeus alienus là một loài bọ cánh cứng trong họ Bọ hung (Scarabaeidae).